# 德劳奈陨石坑
德劳奈陨石坑（Delaunay）是位于月球正面南半部的一座大撞击坑，其名称取自法国天文学家暨数学家夏尔-欧仁·德洛奈（1816年-1872年），1935年被国际天文学联合会批准接受。

## 描述
该陨坑西侧和西北分别毗邻更大的塞比特环形山和阿尔扎赫尔环形山、东北则与略小的费伊陨石坑相接壤，普莱费尔陨石坑及克鲁森施滕陨石坑位于稍远的东南偏东和东南面、它的南面横亘了更古老的比安基奴斯环形山、而西南则连接了拉卡耶环形山。该陨坑中心月面坐标为22°16′S 2°37′W / 22.26°S 2.62°W，直径44.63公里，深度约2.267公里。
德劳奈陨石坑是一座被严重侵蚀的撞击坑，外观轮廓参差不齐，南侧壁几乎完全损毁，西北壁覆盖了卫星坑德劳奈 A。陨坑内壁粗糙凹凸、宽度变化极大。该陨坑壁最大高出周边地形1070米，内部容积约1538.92立方千米。坑底地表崎岖不平，从东北壁延伸出一道宽阔山脊，象弯牙般逐惭变细直抵西南内壁，几乎将坑底一分为二，陨坑内坐落了一座东西二侧分别高1500米和2300米的巨大中央峰。

## 卫星陨石坑
按惯例，最靠近德劳奈陨石坑的卫星坑在月图上以字母标注在该坑中心点的旁边。

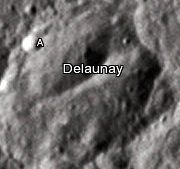
卫星坑图

| 德劳奈 | 纬度     | 经度    | 直径     |
| ------ | -------- | ------- | -------- |
| A      | 22.01° S | 2.02° E | 5.62公里 |

## 另请参阅
- Andersson, L. E.; Whitaker, E. A. . NASA RP-1097. 1982.
- Blue, Jennifer. . USGS. July 25, 2007  [2007-08-05]. （原始内容存档于2013-02-13）.
- Bussey, B.; Spudis, P. . New York: Cambridge University Press. 2004. ISBN 978-0-521-81528-4.
- Cocks, Elijah E.; Cocks, Josiah C. . Tudor Publishers. 1995. ISBN 978-0-936389-27-1.
- McDowell, Jonathan. . Jonathan's Space Report. July 15, 2007  [2007-10-24]. （原始内容存档于2018-12-25）.
- Menzel, D. H.; Minnaert, M.; Levin, B.; Dollfus, A.; Bell, B. . Space Science Reviews. 1971, 12 (2): 136–186. Bibcode:1971SSRv...12..136M. doi:10.1007/BF00171763.
- Moore, Patrick. . Sterling Publishing Co. 2001. ISBN 978-0-304-35469-6.
- Price, Fred W. . Cambridge University Press. 1988. ISBN 978-0-521-33500-3.
- Rükl, Antonín. . Kalmbach Books. 1990. ISBN 978-0-913135-17-4.
- Webb, Rev. T. W.  6th revised. Dover. 1962. ISBN 978-0-486-20917-3.
- Whitaker, Ewen A. . Cambridge University Press. 1999. ISBN 978-0-521-62248-6.
- Wlasuk, Peter T. . Springer. 2000. ISBN 978-1-85233-193-1.